# Arboreto de Mondaino
El Arboreto de Modaino (en italiano: Arboreto sperimentale di Mondaino) es un jardín botánico y arboreto de 9 hectáreas de extensión, administrado por el "Piano Territoriale Paesistico", en Mondaino, Italia.

## Localización
Se ubica en la localidad de "Bordoni", en la vertiente oeste de la zona preapeninica collinare, a pocos kilómetros del núcleo de Mondaino, provincia di Rimini, Emilia-Romagna, Italia.43°51′0″N 12°40′0″E / 43.85000, 12.66667
- Altitud entre los 225 metros y los 325 metros en el denominado Val Mala.

## Historia
El Arboreto de Mondaino, estuvo durante un tiempo tradicionalmente gestionado por la "Comisión Forestal del Estado", dedicado a preservar la fauna, la enseñanza y la experimentación, que sin embargo, combina la atención al arte y la cultura, sobre todo debido a algunos opciones estratégicas y de gestión que han ido creciendo en esta dirección desde su apertura oficial al público en 1990.
Actualmente, el arboreto está administrado por Associazione culturale L’Arboreto ("Asociación Cultural El Arboretum"), fundada en 1998.
Las actividades de enseñanza del arboreto se llevan a cabo bajo la dirección del Centro di Educazione Ambientale, creada en 2001 con la ayuda del Assessorato all’Ambiente e Politiche per lo Sviluppo Sostenibile de la Provincia de Rimini en el ámbito del Sistema INFEA.

### Colecciones
El arboreto alberga unas 6000 plantas, expuestas en diversos ambientes: recorriendo el sendero inaugurado en el 2001, nos encontramos quercetíneas, cespuglieti, bosquete de pini y cedros, mientras que en el foso Tafuggia es posible estudiar la Zona de vegetación riparia.
Una parte del recorrido está dedicada a la colección de tipos de variedades de bosques, incluyendo la asociación Quercus petraea-Quercus cerris y el querceto-ostrieto; entre los bosques nativos figuran los tipos de sughereta y la macchia mediterranea.
En el interior del arboreto también hay una biblioteca con un catálogo temático de 300 títulos y el aula multimedia, que son sede de reuniones, conferencias y exposiciones.

## El aspecto artístico
La integración de un jardín botánico y el arte es una elección con visión de futuro que ahora está teniendo un éxito considerable en el mundo: por ejemplo, entre los jardines botánicos que han optado por este enfoque incluyen el Morris Arboretum en Pennsylvania.
Desde el 2004, el Arboretum Mondaino alberga en su interior un taller de teatro, que se encuentra físicamente en el Teatro dimora, una moderna estructura diseñada con iluminación natural sin barreras arquitectónicas. En el Teatro dimora se organizan representaciones teatrales, conciertos y otros eventos culturales, arte incluido en el proyecto de rutas de comunicación entre la PerCorsi tra arte comunicazione natura y la Associazione L'Arboreto.